# Lartetotherium
Lartetotherium es un género extinto de rinoceronte de la familia de las Rhinocerotidae, tribu de las Rhinocerotini.  Actualmente cuenta con una sola especie, Lartetotherium sansaniense.

## Distribución
Ha sido encontrado en Europa (Francia, Alemania y España), esencialmente en los sédiments del Langhien (Miocène mediano).

## Sistemática
La especie fue descrita por el paléontologo francés Léonard Ginsburg en 1974.

### Sinónimo
- Dicerorhinus sansaniensis (Lartet 1851)

- Datos: Q3827223
- Multimedia: Lartetotherium / Q3827223